# Atelopus pachydermus
Atelopus pachydermus is een kikker uit de familie padden (Bufonidae) en het geslacht klompvoetkikkers (Atelopus). De soort werd voor het eerst wetenschappelijk beschreven door Eduard Oscar Schmidt in 1857.
Atelopus pachydermus leeft in delen van Zuid-Amerika en komt voor in de landen Ecuador en Peru. De kikker is bekend van een hoogte van ongeveer 2600 meter boven zeeniveau. De soort komt in een relatief klein gebied voor en is hierdoor kwetsbaar. Door de internationale natuurbeschermingsorganisatie IUCN wordt de soort beschouwd als 'Kritiek'.
Atelopus pachydermus is een bewoner van bergbossen. De habitat bestaat uit de directe omgeving van oppervlaktewateren.